# Mohamed Larbi
Mohamed Larbi, né le 2 septembre 1987 à Soliman, est un footballeur international tunisien, évoluant au poste de milieu offensif entre 2006 et 2021.

## Biographie
En 2007, il effectue un essai non concluant au Stade lavallois.
En mars 2015, il est convoqué pour la première fois au sein de l'équipe nationale par le sélectionneur Georges Leekens : il figure ainsi dans la liste des 25 joueurs retenus pour affronter le Japon et la Chine en matchs amicaux. Il honore le 27 mars sa première sélection en remplaçant Ferjani Sassi à la 65e minute face au Japon.
Au Gazélec Ajaccio, après une défaite contre Troyes (0-1) le 14 octobre 2016, Larbi ne prend pas part au décrassage du match. Le club décide d'engager alors une procédure de licenciement à son égard bien que son contrat court jusqu'en juin 2017. En janvier 2017, le club du FC Sochaux annonce son recrutement avant que les deux parties ne se séparent à l'amiable en juillet de la même année. En août, il signe pour deux saisons dans le club turc de Samsunspor. Le 5 janvier 2018, il retourne en France pour signer au Tours FC qui évolue en Ligue 2. La même année, il le quitte pour rejoindre l'Espérance sportive de Tunis. En 2019, il rejoint l'APO Levadiakos.
En mai 2018, son nom figure sur une liste provisoire de 29 joueurs tunisiens participant à la coupe du monde 2018, mais il n'est pas inclus dans la liste finale des 23 joueurs.